# Сверкер II (король Швеції)
Сверкер II Молодший (1160 — 11 липня 1210) — король Швеції у 1196–1208 роках, учасник війн із Еріксонами.

## Життєпис
Походив з династії Сверкерів. Син Карла Сверкерссона, короля Швеції. Після загибелі батька у 1167 році перебрався з разом із матір'ю до Данії. Згодом одружився з донькою данського аристократа. Тут Сверкер перебував до 1196 року, коли помер король Кнут I.
Того ж року він повернувся до Швеції, де його обрали королем при підтримці впливового феодала ярла Біргера Броси, з донькою якого король одружився після смерті першої дружини.
Для зміцнення своїх позицій Сверкер II намагався опиратися на католицьку церкву, привілеї якої було значно розширені під час собору в Упсалі у 1200 році (священики підлягали лише церковному суду, церква звільнялася від низки податків). Водночас налагоджені гарні стосунки з Папою Римським. У тому ж 1200 р. Сверкера було короновано в місті Лінчепінг архієпископом Упсальським Оловом Ламбатунгом.
Позиції короля похитнулися в 1202 році після смерті ярла Біргера Броси. Також невдоволення знаті викликала спроба короля самостійно призначити спадкоємцем трону свого сина Югана. Скориставшись цим, у 1205 році з норвезьким військом вторгся Ерік, син померлого короля Кнута I. Втім Сверкер II завдав поразки ворогам у Битві при Ельгаросі у Вестергеталанді. У 1208 році розпочалася нова війна між Еріком Кнутсоном та королем. Першого підтримувала Норвегія, іншого — Данія. 31 січня того ж року Сверкер II зазнав поразки й змушений був разом з архієпископом Валерієм утікати до Данії.
Разом з тим Сверкер домігся підтримки папи римського Іннокентія III, який визнав королем саме Сверкера й у 1209 році буллою заборонив коронувати Еріка Кнутсона. У 1210 році Сверкер з новим військом намагався відвоювати трон, проте зазнав поразки під Єстільреном, де й загинув.

## Родина
1. Дружина — Бенедикта Еббесдоттір
Діти:
- Гелена, дружина ярла Суне Фолькессона
- Карл (д/н—1198)
- Кристіна (д/н—1252)
- Маргарет (1192—д/н)

2. Дружина — Інгегерд Біргерсдоттер
Діти:
- Юган (1201—1222)
- Інгрід, абатиса